# Ana Júlia Carepa
Ana Júlia Carepa (Belém do Pará, 23 de diciembre del 1957) es una política brasileña afiliada al Partido de los Trabajadores.
En 1992 fue elegida para su primer cargo político, concejal de su ciudad natal. Dos años después fue elegida diputada federal por el estado de Pará y en 1996 fue elegida teniente de alcalde de Belém do Para bajo la candidatura de Edmilson Rodrigues. En el 2002 fue elegida senadora federal. En 2004 se presentó a la alcaldía de Belém para suceder a Rodrigues pero perdió la votación. Tras esta derrota, en 2006, se presenta a las elecciones a la gobernadoría de Pará. Consigue llegar a la segunda vuelta y sopredentemente vence al favorito, Almir Gabriel. Obtuvo el 54,72% de los votos y su mandato comenzó en el 2007. En 2010 se presentó de nuevo pero esta vez fue derrotada en la segunda vuelta por Simao Jatene del PSDB, obteniendo tan sólo el 44,26% de los votos.